# Большой дворец (Ораниенбаум)
Большой (Меншиковский) дворец — первый и наиболее крупный архитектурный памятник дворцово-паркового ансамбля Ораниенбаум в городе Ломоносов. Выстроен по заказу князя А. Д. Меншикова в 1710—1725 гг. Вместе с Нижним садом, Картинным домом, морским каналом и Нижними домами образует крупнейший ансамбль петровского барокко, сохранивший до настоящего времени композиционное единство, законченность и стилистическую целостность.

## История создания
Заложенный в 1711 г. на вновь полученных землях, дворец строился поэтапно. Строительство велось под началом архитектора Д. М. Фонтаны, а в 1713 году его сменил И. Г. Шедель. К 1716 г. был возведен центральный корпус здания, а тремя годами позднее завершилось строительство боковых павильонов. То, что уже к 1717 г. существовал проект такого облика дворца, доказывает гравюра А. И. Ростовцева. На ней дворец протянулся по краю естественной возвышенности. Длина главного фасада, обращенного к Нижнему саду и Финскому заливу, составляет 210 метров. Центральная часть дворца двухэтажная, увенчана короной, к ней примыкают одноэтажные галереи, развернутые по дуге и заканчивающиеся павильонами. В работе над дворцом принимали участие И. Браунштейн, А. Шлютер, а также Н. Пино, которому, по-видимому, принадлежит идея скруглённых галерей, соединяющих дворец и боковые павильоны. К одному из них, западному, чуть позднее был пристроен длинный служебный кухонный флигель, протянувшийся на юг.
Современники отмечали роскошь загородной резиденции Светлейшего князя, по своему размаху в то время превосходившую Петергоф. Французский путешественник Абри де ла Мотре писал о нём так:
Ораниенбаум — великолепный увеселительный дворец... Ничто не может идти с ним в сравнение, ни по великолепию, ни в других отношениях
Ансамбль дворца дополнялся Нижним садом с тремя фонтанами; к северной границе Нижнего сада подходил морской канал, связывающий дворец с Финским заливом. Канал сохранился до настоящего времени.
Отделка комнат дворца продолжалась вплоть до опалы А. Д. Меншикова. 3 сентября 1727 г. во имя св. Пантелеимона была освящена дворцовая церковь, располагавшаяся в западном павильоне. Для неё в мастерской И. Зарудного был выполнен великолепный резной иконостас. На освящении церкви должен был присутствовать император Пётр II, однако он не приехал. В «Записках о России» генерала К. Г. Манштейна излагается версия, согласно которой одним из поводов к опале А. Д. Меншикова стали события, разыгравшиеся во время церемонии освящения церкви:
...Он поехал в Ораниенбаум, загородный дворец свой, в восьми верстах от Петергофа. У него тут строилась церковь, которую он хотел освятить. На эту церемонию приглашены были император и весь двор. Но так как врагам Меншикова недаром грозила месть его в случае примирения его с государем, то они научили последнего отказаться от приглашения под предлогом нездоровья, что он и сделал. Меншиков, однако, ещё не видел в этом доказательства совершенной немилости; он снова поступил неосторожно, заняв во время церемонии место в виде трона, предназначенное для императора. И это обстоятельство выставили на вид его враги и тем довершили его погибель.
8 сентября 1727 г., то есть 5 дней спустя, А. Д. Меншиков был арестован. После конфискации всего его имущества из дворца была вывезена вся мебель и живопись, а само здание перешло в ведение Канцелярии от строений. В правление императрицы Анны Иоанновны (в 1737 году) дворец передали Адмиралтейств-коллегии для устройства госпиталя. Приспособление под госпиталь было произведено М. Г. Земцовым и П. М. Еропкиным, работы были завершены к 1740 году.
В 1743 году Ораниенбаум стал резиденцией великого князя Петра Федоровича, для него Б. Ф. Растрелли был построен восточный служебный флигель дворца, симметричный западному. Таким образом, с середины XVIII в. до настоящего времени в планировке дворец представляет собой букву «П». Служебные флигели являются границей внутреннего южного двора (курдонёра).

В 50-х годах XVIII века была закончена отделка парадного двора с южной стороны дворца, а в начале правления Екатерины II зодчий А. Ринальди перестроил террасы перед дворцом, создав систему фигурных лестниц, спускающихся в Нижний сад.
В 1792 году было решено разместить во дворце Морской кадетский корпус, из-за чего здание лишилось значительной части убранства. В 1796 году Павел I подарил дворец Александру, в 1817 году состоялся ремонт под руководством Л. Руска, некоторые помещения были заново отделаны К. И. Росси и В. П. Стасовым в 1818—1825 годах.
В 1835—1836 годах во дворце жили Михаил Павлович и его деятельная вдова Елена Павловна, потом их дочь Екатерина Михайловна, а перед Октябрьской революцией — внуки, Георгий и Михаил Мекленбург-Стрелицкие. Новые хозяева внесли заметные изменения в оформление интерьеров под руководством А. И. Штакеншнейдера, Л. Л. Боншедта и Г. А. Босса, позднее — Г. А. Прейс и О. А. Паульсон.
Посетив Ораниенбаум в 1839 году, маркиз де Кюстин записал:
Несмотря на безрассудную роскошь своего строителя и пышность великих людей, обитавших в нём впоследствии, дворец не поражает своими размерами. Террасы, лестницы и пологие спуски, утопающие в цветах, соединяют дворец с парком и чрезвычайно его украшают. Архитектура его сама по себе довольно скромная. Великая княгиня Елена со свойственным ей вкусом превратила Ораниенбаум в прелестный уголок наперекор унылой местности и воспоминаниям о происшедшей с Меншиковым трагедии.
- Дворец при Мекленбург-Стрелицких
- Главный фасад
- Южный фасад. Курдонер
- Дворцовый пруд
- Японский павильон
- Японский павильон и статуя «Зефир»

В советское время дворец занимали различные государственные учреждения — госпиталь, техникум, военно-морское ведомство. В отличие от других дворцово-парковых ансамблей в окрестностях Петербурга, Ораниенбаум не был разорён во время Великой Отечественной войны, но долгие годы находился в полузапустении. Частично уцелела первоначальная отделка парадного вестибюля, сохранились также парадная лестница и покои Елизаветы Воронцовой на нижнем этаже. Меньше всего повезло дворцовой капелле: редкостный иконостас был уничтожен, внутреннее пространство в 1934 году исказили межэтажные перекрытия.

## Внешний вид
Дворец стоит над обрывом, обработанным террасами с двумя уступами. Центральный корпус двухэтажный, кровля с переломом, башенка над ней украшена княжеской короной. В средней части корпуса сделан выступающий ризалит с коринфскими пилястрами, треугольным фронтоном, балконом на всю ширину, окнами с полукруглым завершением и полуэтажом с полуовальными окнами, освещающими парадный зал. На втором этаже окна украшены наличниками с изогнутыми сандриками.
По сторонам симметрично стоят западный (Церковный) и восточный (Японский) павильоны, они соединены с дворцом одноэтажными галереями. У павильонов центричная схема, в их основе — восьмиугольник с выступами одноэтажных «кабинетов», над которыми сделаны открытые балконы с перилами из балясин. Фасады павильонов украшены парными тосканскими колоннами, выступы — пилястрами; над колоннами сделаны предназначенные для статуй кубические постаменты. Окна второго этажа широкие, полуциркульные, украшенные коринфскими пилястрами. Над карнизом проходит аттик-парапет из тумб и фигурных балясин. Над аттиком сделан восьмигранный купол с барабаном, кровля у которого имеет форму колокола.
К югу от павильонов построены служебные флигеля, обрамляющие двор, в котором ранее был пруд. Дворовые фасады украшены пилястрами. Арки въездных ворот украшены парными тосканскими колоннами.

## Реставрация
Консервация сохранившейся отделки прошла в 1946—1950 годах под наблюдением К. Д. Халтурина. Фасады прошли реставрацию в 1953—1956 годах. С 1975 года шло исследование по устройству во дворце музея.
Дворец был передан в распоряжение музейщиков только в 1995 году. Начались ремонтно-реставрационные работы по проекту Д. А. Бутырина. Первым делом был открыт для посещения Японский павильон (верхний зал и лестница оформлены О. Паульсоном в 1902 году). В 2010 году завершилась реставрация фасадов. Десять залов главного корпуса были открыты после реставрации в сентябре 2011 года, когда праздновалось 300-летие Ораниенбаума (Ломоносова). Большой кабинет, спальня, камер-юнгферская и проходная комнаты женской половины открыты для посещения с августа 2012 года.